# Ron Yeats
Ronald "Ron" Yeats, född 15 november 1937 i Aberdeen, död 6 september 2024, var en brittisk (skotsk) fotbollsspelare som senare verkade som tränare.
Ron Yeats var en storväxt och fysiskt stark centerhalv som inledde proffskarriären i Dundee United. Sommaren 1961 värvades han till Liverpool av Bill Shankly. Vid presentationen av sitt nyförvärv meddelade Shankly pressen att han värvat en koloss och erbjöd de närvarande att ta en promenad runt honom. Shankly hade velat värva Yeats redan under sin tid som tränare i Huddersfield Town, men klubben hade inte råd att köpa loss honom från Dundee United. I Liverpool blev Yeats utsedd till lagkapten och redan under sin första säsong ledde han laget till serieseger i division två. Han tillbringade ytterligare nio säsonger i Liverpool och var med om att bli ligamästare 1964 och 1966. Efter seger över Leeds United 1965 blev han förste lagkapten i Liverpool att lyfta FA-cuppokalen. Under sin sista säsong i Liverpool, 1970/71, förlorade han sin plats i laget till Larry Lloyd, och han flyttade därefter till Tranmere Rovers där han blev spelande tränare. 1986 kom Yeats tillbaka till Liverpool som chefsscout.